# 薬用クリアエステヴェール
薬用クリアエステヴェールとは、株式会社JIMOSが製造・販売する化粧品ブランド「マキアレイベル」から出ている医薬部外品の美容液リキッドファンデーションの商品名称である。
販売名は、マキアレイベルLFa(N.O.LN.PN.TO)。

## 概要・コンセプト
- 合成香料・石油系鉱物油、タール系色素は無添加。
- 美容液成分を62％（精製水含）配合。
- コラーゲン・ヒアルロン酸などの58種類の美容液成分。
- SPF35、PA+++。
- 美白成分プラセンタエキス配合。
- 色はナチュラル、オークル、ライトナチュラル、ピンクナチュラル、タンオークルの5色。

## 薬用クリアエステヴェールに関する主な歴史
- 2001年1月 -  マキアレイベルより、現商品の前身にあたる「クリアエステヴェール」販売開始。
- 2006年9月 -  美容液ベースメイクシリーズ「ペルーチェ」販売開始。
- 2010年9月 -  メイク・メイク落としの「クリアエステシリーズ」誕生。
美白機能を追加した「薬用クリアエステヴェール」販売開始。
- 2014年7月 -  「'14 Yahoo!BEAUTY あなたが選ぶ通販コスメ大賞」にてベースメイク部門で1位入賞[1]。

## 広告・CM
- 新聞折込チラシやＴＶ広告では、柴田理恵が出演している。